# 偉大なるロシア
| 偉大なるロシア Великая Россия | 偉大なるロシア Великая Россия             |
| ----------------------------- | ----------------------------------------- |
| 党首                          | アンドレイ・サウェリエフ                  |
| 成立年月日                    | 2007年5月5日                              |
| 党本部所在地                  | モスクワ                                  |
| 政治的立場                    | 民族主義、保守主義 愛国主義、ポピュリズム |
| 色（イメージカラー）          |                                           |
| 国際提携                      | 特になし                                  |
| ウェブサイト                  | www.velikoross.ru                         |

「偉大なるロシア」党のエンブレム

偉大なるロシア（大いなるロシア、ロシア語: Великая Россия）とは、ロシアの政党。2007年5月5日結党。創設者はドミトリー・ロゴージン。現党首はアンドレイ・サウェリエフ。党員数約60000人。

## 概要
愛国主義、民族主義、ポピュリズムを党是としている。そういった意味ではロシア自由民主党と似ていると言える。モットーは、「我々は偉大なるロシアを必要としている！」である。
党のロゴマークにはアムールトラが描かれている。ロゴージンは「アムールトラは青い熊と競争することになると私は信じている」と述べている。ここで言う「青い熊」とは、政権与党「統一ロシア」のことである。
2007年の下院選挙には参加資格を得ることができなかった。
不法移民排斥などを主張する右翼団体「不法移民反対運動」とつながりがあり、公式サイト上にもリンクバナーが貼ってある。
2008年ロシア大統領選挙においては、隣国ベラルーシの大統領であるアレクサンドル・ルカシェンコをロシア連邦大統領にすべく運動を展開した（ただし、ベラルーシ人がロシア大統領選に立候補することは憲法上不可能）。